# Soredemo Ayumu wa Yosetekuru
Soredemo Ayumu wa Yosetekuru (それでも歩は寄せてくる lit. A pesar de todo, Ayumu se sigue acercando?) es una serie de manga japonés escrito e ilustrado por Sōichirō Yamamoto. Originalmente, se publicó de forma irregular en la cuenta de Twitter del autor el 22 de abril de 2018 con el título de Shogi no Yatsu (将棋のやつ?) en forma de cuatro imágenes por episodio. El 26 de febrero de 2019, se anunció que la serie comenzaría su publicación en la revista Shūkan Shōnen Magazine de Kōdansha, la cual empezó el 6 de marzo de 2019, y actualmente ha sido recopilada en 17 volúmenes tankōbon. También se distribuye simultáneamente en Magazine Pocket. Una adaptación al anime producida por el estudio Silver Link se estrenó el 8 de julio de 2022.

## Sinopsis
Esta es una comedia de amor de 225 capítulos (en su versión manga), que representa la vida en la escuela preparatoria de Ayumu Tanaka y Urushi Yaotome ambientadpa en el club shōgi. Ayumu quiere vencer a su senpai Urushi en shōgi para poder confesar sus sentimientos hacia ella. Aunque el día de su victoria aún no se ve por ninguna parte, la historia se centra en cómo él puede 'jaquearla' por otros medios.
A partir del volumen 13 la obra cambio de tono y se convirtió en una obra harem, con la competencia entre los sentimientos de Urushi y los intentos de Rin por conquistar a Ayumu.

## Personajes
Ayumu Tanaka (田中 歩 Tanaka Ayumu?)
 Seiyū: Hiroki Yasumoto (comercial de 2019), Yoshimasa Hosoya (comercial de 2021), Yōhei Azakami (anime)
Es un estudiante de primer grado de preparatoria. Pertenece al club de shōgi. Está enamorado de Urushi Yaotome. Él juró que nunca admitirá su amor hasta ganarle a Urushi en el shōgi. Sin embargo, la relación entre los dos no ha progresado porque nunca le ha ganado. Cuando era un estudiante de secundaria, pertenecía al club de Kendo, y sus tácticas para atravesar en momentos la defensa de su oponente eran excelentes por lo que su reputación en el club era alta. Incluso en shogi, sus tácticas de defensa se han vuelto más prominentes, pero Urushi le sigue leyendo los movimientos y toma la delantera.
Urushi Yaotome (八乙女 うるし Yaotome Urushi?)
 Seiyū: Yūka Iguchi (comercial de 2019), Konomi Kohara (comercial de 2021), Kanna Nakamura (anime)
Es una estudiante de segundo grado de preparatoria. Pertenece al club de shōgi. Su cabello es de color púrpura claro con un ligero tinte rojizo, la mayoría de su cabello fluye hacia la izquierda y la derecha de la cara sin cortar el flequillo, pero parte de su cabello cae entre sus ojos y por detrás de sus orejas. El color de sus ojos es marrón. Aunque afirma ser la presidenta del club shōgi, el club no es reconocido como un club oficial debido a la falta de miembros. Siempre trata de hacer que su kōhai, Ayumu, admita que la ama, pero falla todo el tiempo y, por el contrario, se sonroja con el contraataque de sus dulces palabras. Lucha por hacer brillar a Ayumu en el shōgi, pero siempre ella es mejor que él. Suele tener pensamientos pervertidos a menudo.
Takeru Kakuryu (角竜 カケル Kakuryu Takeru?)
 Seiyū: Tsubasa Gouden
El amigo de la infancia de Tanaka. Fue invitado por Tanaka a unirse al club shogi y se unió. Renuncio a Kendo para salir con Sakurako Mikage.
Sakurako Mikage (御影 桜子 Mikage Sakurako?)
 Seiyū: Hina Youmiya
Es una estudiante de preparatoria y es muy buena con la hipnosis. Ella hipnotiza a Takeru para que haga cosas que ella le indique. No se da cuenta de los sentimientos que tiene Takeru hacia ella. Es la pareja de Takeru Kakuryu. Puede ser muy tranquila, hablar muy bajo y despacio, detrás de eso es bastante apasionada y detallista en lo que a amor refiere asustando a Takeru en ocasiones
Maki (マキ Maki?)
 Seiyū: Kana Hanazawa
Es compañera de clase de Urushi. En comparación con las demás chicas, Maki posee un cuerpo bien dotado. Le gusta bromear con Urushi sobre Ayumu y es fanática de su relación. A pesar de su popularidad entre los chicos, Maki no ha mostrado ningún signo de interés amoroso. Se la pasa ayudando a Urushi para que puedan ser pareja con Ayumu.
Rin Kagawa (香川 凛 Kagawa Rin?)
 Seiyū: Haruna Mikawa
Es una estudiante de primer año de secundaria y una de los miembros del club de shogi. Estaba enamorada de Ayumu Tanaka, pero al ver que a él le gusta Urushi, decide ayudarlo a ganarle en shogi. Con el tiempo se da cuenta de que no la ve más que como una hermana menor y decide intentar conquistar a Ayumu a pesar de que este ya tiene a Urushi.

## Media

### Manga
Soredemo Ayumu wa Yosetekuru es escrito e ilustrado por Sōichirō Yamamoto. Originalmente se publicaba de forma irregular en la cuenta de Twitter del autor desde el 22 de abril de 2018 con el título de Shogi no Yatsugi en forma de cuatro imágenes por episodio, después comenzó su serialización en la revista Shūkan Shōnen Magazine de Kōdansha desde el 6 de marzo de 2019. Kōdansha recopila sus capítulos en volúmenes tankōbon individuales. El primer volumen fue publicado el 4 de julio de 2019, y actualmente ha sido recopilada en 17 volúmenes.
| Volúmenes de manga publicados | Volúmenes de manga publicados | Volúmenes de manga publicados |
| Número                        | Fecha de publicación          | ISBN                          |
| ----------------------------- | ----------------------------- | ----------------------------- |
| 1                             | 4 de julio de 2019            | ISBN 978-4-06-516105-0        |
| 2                             | 17 de octubre de 2019         | ISBN 978-4-06-517207-0        |
| 3                             | 17 de febrero de 2020         | ISBN 978-4-06-518457-8        |
| 4                             | 17 de junio de 2020           | ISBN 978-4-06-519298-6        |
| 5                             | 16 de octubre de 2020         | ISBN 978-4-06-521014-7        |
| 6                             | 15 de enero de 2021           | ISBN 978-4-06-521961-4        |
| 7                             | 16 de abril de 2021           | ISBN 978-4-06-522888-3        |
| 8                             | 16 de julio de 2021           | ISBN 978-4-06-524013-7        |
| 9                             | 15 de octubre de 2021         | ISBN 978-4-06-525144-7        |
| 10                            | 15 de enero de 2022           | ISBN 978-4-06-526608-3        |
| 11                            | 15 de abril de 2022           | ISBN 978-4-06-527538-2        |
| 12                            | 15 de julio de 2022           | ISBN 978-4-06-528499-5        |
| 13                            | 17 de noviembre de 2022       | ISBN 978-4-06-529709-4        |
| 14                            | 16 de marzo de 2023           | ISBN 978-4-06-530971-1        |
| 15                            | 14 de julio de 2023           | ISBN 978-4-06-532191-1        |
| 16                            | 17 de octubre de 2023         | ISBN 978-4-06-533248-1        |
| 17                            | 15 de diciembre de 2023       | ISBN 978-4-06-533936-7        |

### Anime
Una adaptación de la serie al anime se anunció el 7 de enero de 2021. La serie está animada por Silver Link y dirigida por Mirai Minato, con Deko Akao supervisando los guiones y Kazuya Hirata diseñando los personajes. Se estrenó el 8 de julio de 2022 en TBS y BS-TBS. El tema de apertura es "Kakehiki wa Poker Face", interpretado por Kana Hanazawa, mientras que el tema de cierre es "50 Centi", interpretado por Kanna Nakamura. Sentai Filmworks obtuvo la licencia de la serie fuera de Asia, y lo transmitió en HIDIVE.

## Recepción
En 2020, el manga fue nominado y ocupó el tercer lugar en el sexto premio Next Manga Award de los 50 nominados con 19,182 votos.